# Léon Nautin
Léon Nautin (Saint-Étienne, 23 décembre 1909 - Bordeaux, 11 février 1944) est un résistant français, Compagnon de la Libération.

## Biographie
Léon Nautin naît le 23 décembre 1909 à Saint-Étienne dans la Loire. Entré dans la fonction publique, il est chef de cabinet du préfet de la Loire à partir de 1931 et sert parallèlement comme officier de réserve
. Relevé de ses fonctions par le régime de Vichy en octobre 1940, il rejoint la résistance en mai 1942 lorsqu'il est recruté par Eugène Bornier, imprimeur stéphanois et chef du réseau Sol qui opère dans la région de Saint-Étienne. Immatriculé au BCRA en tant qu'agent permanent, Nautin participe à des opérations de réception de parachutage, de distribution de tracts et d'impression de journaux clandestins. Recherché par la Gestapo, il s'éloigne de la Loire et gagne la région de Bordeaux où il devient l'adjoint de Guy Chaumet, chef du bureau des opérations aériennes de la région de résistance B. Il est alors chargé de la mise en place des équipes de réception de parachutages.
Le 16 novembre 1943, il reçoit l'ordre de rejoindre Londres et réalise une mission dans la région du Puy-en-Velay en tant qu'officier des opérations aériennes. Nommé chef des opérations de la région R4 (Toulouse), il est parachuté le 4 février 1944 sur le département des Landes. Mais avant d'avoir pu rejoindre son poste, il est arrêté par la police française à Bordeaux le 11 février. Plutôt que de compromettre sa mission et la sécurité de ses camarades résistants, Léon Nautin préfère se donner la mort en avalant une capsule de poison. Inhumé dans un premier temps à Bordeaux, son corps est ensuite transféré à Saint-Étienne. Depuis 1995, ses cendres reposent dans la crypte du Souvenir français au cimetière du Crêt de Roc dans sa ville natale,.

## Décorations
|  |  |  |  |  |  |
|  |  |  |  |  |  |

| Chevalier de la Légion d'Honneur    | Chevalier de la Légion d'Honneur | Compagnon de la Libération | Compagnon de la Libération | Croix de guerre 1939-1945 Avec palme | Croix de guerre 1939-1945 Avec palme |
| Médaille de la Résistance française |                                  |                            |                            |                                      |                                      |

## Hommages
- Une rue et un stade de sa ville natale de Saint-Étienne ont été baptisés en son honneur[5],[4],[6].